# Cenél Conaill
Les Cenél Conaill est le nom des descendants de Conall Gulban, fils de Niall Noigiallach, reconnu par l'histoire orale et écrite comme le cofondateur avec son frère Eoghan mac Néill dont est issu le Cenél nEógain de la puissance des Uí Néill du Nord en Ulster. Le Cenél Conaill était également connu en Écosse comme la famille de saint Columba.

## Histoire orale
Conall Gulban, fils de "Niall aux neuf otages", fonda le royaume de Tír Conaill (Tyrconnell) au Ve siècle. Ce royaume comprenait une grande part de l'actuel comté de Donegal et plusieurs régions environnantes.
Conall Gulban était ainsi l'ancêtre de personnes comme Colomba, les différents membres de la maison royale des O'Donnell de Tyrconnell, ainsi que ceux de la lignée Dunkeld des monarques écossais.

## Les ancêtres des Cenél Conaill
```
 
Niall Noigiallach
, † vers 405/450
   |
   |________________________________________________________________________________
   |               |              |          |               |                   |
   |               |              |          |               |                   |
   
Conall Gulban
   
Eoghan
      
Coirpre
    
Fiacha
    
Conall Cremthainne
      
Lóegaire

   |               |              |          |               |                   |
   |               |              |          |               |                   |
   |        
Cenél nEógain
         |      
Cenél Fiachach
      |           
Cenél Lóegaire

   |                                         |               | 
   |                         
Tethbae
                        / \
   |                                                       /   \
   |                                                      /     \
   |                                        
Clan Cholmáin
     
Síl nÁedo Sláine
 
   |
  Cenél Conaill d'
In Fochla

   |
   |_________________________________________________
   |                  |                           |
   |                  |                           | ?
   Fergus Cennfota    Doi                         Enna Bogaine 
   |                 (Cenél nDuach)              (Cenél mBogaine)
   |                  |                         alias (Cenel Enda)______
   |                  |                           |                     |
   |                  |                           |                     |
   |                  |                           |                Ua Breslin's
   |                  |                           |                de Cinel Enda
   |                  |                           |
   |                  |                           |
   |                  Ninnid, vivant en 
561
     Melge 
   |                  |                           |
   |                  |                           |
   |                  
Báetán mac Ninnedo
† 
586
   Brandub
   |                                              |
   |_________                                     ?
   |        |                                     |
   |        |                                     Garban 
   Setna    Feidlimid                             | 
   |        |                                     |
   |        |                                     
Sechnasach
, Rí Cenél mBogaine, † 
609

   |        
Colomba d'Iona
, 
521
-
597
               |     
   |_______________________________               |______________
   |                     |        |               |             |
   |                     |        |               |             |
   
Ainmere mac Sétnai
     Colum    Lugaid         Mael 
Tuile
    Bresal, † 
644
 
   
Ard ri Érenn

   |                              |               |
   |                              |               |
   |                       
Cenél Lugdach
      Dungal, Rí Cenél mBogaine, † 
672

   |                              |               |
   |                              |               |______________
   |                            Ronan             |            |
   |                              |               |            |
   |                              |               Sechnasach   Dub Diberg, † 
703

   |                            Garb              |            |
   |                              |               ?            |
   |                              |               |            Flaithgus, † 
732

   |                              |           Forbasach        |
   |                              |       Rí Cenél mBogaine    ?
   |                          Cen Faelad       † 
722
           |
   |                              |                            Rogaillnech, † 815
   |       _______________________|
   |       |                      |
   |       |                      |
   |       Mael Duin          Fiaman     
   |       |                      |
   |       ?                      ?
   |       |                      |
   |       Airnelach       Maenguile
   |       |                      |
   |       |                      | 
   |       |                      |
   |       |                      |
   |       Cen Faelad     Dochartach
   |       |           (
Clann Ua Dochartaig
)
   |       |
   |       |____________________________________________
   |       |                                           |
   |       |                                           |
   |       Dalach, 'Dux' Cenél Conaill, † 870     Bradagain
   |       |                                           |
   |       |                                           |
   |       Eicnecan, Rí Cenél Conaill, † 
906
      Baigill
   |       |                                        (Clann Ua Baighill) 
   |       |
   |       |______________________________________________________________
   |       |   |         |           |                  |                | 
   |       |   |         |           |                  |                |   
   |      deux fils    Flann      Adlann            Domnall Mor      Conchobar
   |    † 956 & 962.          Abbé de Derry           (Clann Ua Domnaill
   |                              † 950.       Rois des Cenél Conaill après 1270 )
   |
   |_______________________  
   |                  |
   |                  | 
   
Áed
, † 
598
    Ciaran
   |                  |
   |                  |
   |                  Fiachra, fondateur de 
Derry
, † 
620
.
   |
   |__________________________________________________________
   |                      |           |                      |
   |                      |           |                      |    
   
Domnall
, † 
642
    Conall Cu   
Máel Coba mac Áedo
† 
615
      Cumuscach, † 
597

   
Ard ri Érenn
       † 
604
       
Ard ri Érenn
               |
                                      |____________
   |                                  |            |
   |                                  |            |
   |                                
Cellach
    
Conall Cóel
 
   |                                  |  morts en  
658
 & 
664

   |                                  |  
   |                           (Clann Ua Gallchobair)
   |
   |
   |_________________________________________________________________
   |                      |           |           |                |
   |                      |           |           |                |        
   Oengus, † 
650
       Conall        Colgu     Ailill Flannesda    Fergus Fanat
   |                   † 
663
  † 663   † 
666
       † 
654

   |                                                               |
   |                                                               |
   |                                                       
Congal Cennmagar
 
   |                                                           † 
710

   |                                                        
Ard ri Érenn
  
   |                                                               l
   |                                                     __________|__________ 
   |                                                     |         |          |
   |                                                     |         |          |
   |                                                   Donngal  Flann Gohan  Conaig
   |                                                   † 
731
  † 
732
 † 
733

   |                                                       O'Breslin-Fanat
   
Loingsech
,† 
703

   
Ard ri Érenn
 
   |
   |_____________________________________________________________________
   |                                |                    |      |      |
   |                                |                    |      |      |
   
Flaithbhertach
, destitué en 
734
   Fergus, † 
707
   trois autres fils tous tués en 703
   |
   |_______________________________________________________________________
   |                                                 |                   |
   |                                                 |                   |
   
Áed Muindearg
, Ri In Tuisceart, † 
747
.     Loingsech             
Murchad

   |                                           Rí Cenél Conaill   Rí Cenél Conaill 
   |_______________                                † 
754
              † 
767

   |              |                                                      |
   |              |                                                      |
   
Domnall
      Donnchad                                            Mael Bresail
  † 804       vivant en 
784
                                        Rí Cenél Conaill 
   |                                                                  † 767
   |                                                                     |
   Flaithbertach                                                         |
   |                                                                   Oengus
   |                                                                     |
   Canannan                                                              |
  (Ua Canannain)                                                     Mael Doraid
                                                                   (Ua Maildoraid)    
 Ri Cenel Conaill                                                        |
                                                                  _______|_______
                                                                 |               |
                                                                 |               |
                                                                Fogartach    Mael Bresail
                                                           Rí Cenél Conaill  Rí Cenél Conaill
                                                               † 
904
           † 901
```

## Source
- (en) Cet article est partiellement ou en totalité issu de l’article de Wikipédia en anglais intitulé « Cenél Conaill » (voir la liste des auteurs), édition du 14 septembre 2008.
- (en) Edel Bhreathnach The kingship and landscape of Tara Editor Four Courts Press for The Discovery Programme Dublin (2005)  (ISBN 1851829547) .
- (en) Francis John Byrne Irish Kings and High-Kings, Courts Press History Classics Dublin (2001)  (ISBN 1 851 82 1961)